# Wat Srinagarindravararam

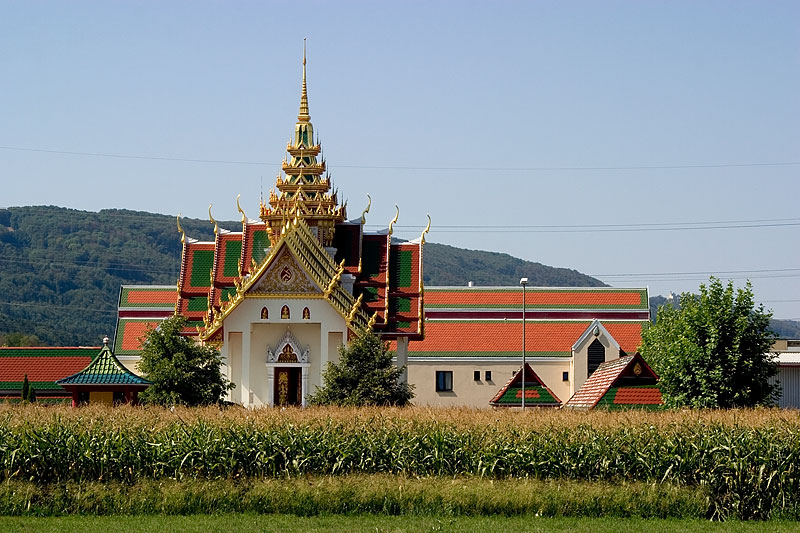
Wat Srinagarindravararam in Gretzenbach

Wat Srinagarindravararam ist ein thailändischer Wat in der Schweiz und wurde 1996 im thailändischen Stil gebaut.

## Informationen über den Wat
Wat Srinagarindravararam (Thai: วัดศรีนครินทรวราราม) ist ein buddhistischer Tempel und ein thailändisches Kulturzentrum in der Gemeinde Gretzenbach im Kanton Solothurn in der Schweiz. Er gilt als das kulturelle Zentrum der in der Schweiz lebenden Thai. Nach der Statistik der Schweizerischen Eidgenossenschaft Schweiz leben über 9.000 Thailänder in der Schweiz. Das Hauptgebäude (Ubosot) wurde am 28. Juni 2003 von Prinzessin Galyani Vadhana eingeweiht. Der Tempel soll in den nächsten Jahren weiter ausgebaut werden. So ist eine grosse Versammlungshalle für 1200 Personen und ein Unterkunfts und Schulungszentrum im Bau. Ab 1997 gab es eine enge kulturelle Zusammenarbeit zwischen dem Siam-Journal und dem Wat Srinagarindravararam. Dazu gehörten Beiträge im Siam-Journal über Aktivitäten und Informationen des Wat. Bei der Neugründung unterstützte Wilfried Stevens gemeinsam mit dem Schweizer Martin Rüegsegger, dem heutigen Herausgeber von der Zeitschrift Der Farang, Ehrenamtlich den Tempel mit dem Aufbau einer Webseite, Übersetzungen und mit deutschen Texten über den Theravada-Buddhismus für die Webseite und für Werbeflyer.
Am 29. Juni 2024 wurde nach jahrelanger Planung eine neue Mehrzweckhalle für kommenden Veranstaltungen eingeweiht.

### Leitung des Wat
Seit 1996 wird der Tempel von Dr. Phradhamma Vajiramoli geleitet. Sein bürgerlicher Name ist Dr. Phramaha Thongsoon Rongthong Suriyajoto. Benannt ist der Tempel nach Prinzessin Srinagarindra, der Mutter von Prinzessin Galayani Vadhana. Der Tempel wird von der 1993 gegründeten «Somdetyas Stiftung für Wat Srinagarindravararam» getragen, einer Stiftung der thailändischen königlichen Familie. Der Tempel in Gretzenbach ist einer von nur zwei Tempeln ausserhalb von Thailand, der unter dem Patronat der Königsfamilie steht. Zweck der Stiftung ist die Errichtung und den Betrieb eines buddhistischen Zentrums in der Schweiz, das den Angehörigen des thailändischen Volkes in der Schweiz, sowie anderen am Theravada-Buddhismus interessierten Personen dient.

### Aktivitäten im Wat
Im Tempel werden alle religiösen Feste des Theravada-Buddhismus gefeiert. Besucher der Feste reisen aus der gesamten Schweiz und den umliegenden Ländern an. Auch werden Sprach- und Kultur-Kurse angeboten sowohl für Erwachsene als auch für Kinder. Die Kurse für Kinder sind besonders für Kinder gemischter Eltern bedeutend, da diese oft Probleme haben, die thailändische Sprache und Kultur an ihre Kinder zu vermitteln. Deswegen finden diese Kurse Sonntags statt. Auch Kurse der Vipassana-Meditations-Lehre werden angeboten. Der Tempel kann durch Gruppen besichtigt werden. Eine Voranmeldung ist notwendig.

### Partnerschaften
Es bestehen Partnerschaften mit anderen Kulturzentren. So mit dem Zentrum für Buddhismus und Thailändische Kultur-Bodensee e.V in Langenargen, Deutschland. und mit dem thailändischen Wat Dhammavajiramoli in Eichberg SG im Kanton St. Gallen.